# Национальный монумент (Амстердам)
Национальный монумент (нидерл. Nationaal Monument или Nationaal Monument op de Dam) — мемориал на площади Дам в Амстердаме в память о жертвах Второй мировой войны. Каждый год 4 мая у этого памятника проводится национальная церемония поминовения жертв Второй мировой войны и последующих вооружённых конфликтов.

## Описание
Автором памятника является голландский архитектор Якобус Оуд, скульптуры выполнены Джоном Рэдекером с сыновьями, автор барельефов — скульптор Павел Грегуар.
Центральным элементом памятника является бетонная коническая колонна высотой 22 м, полностью покрытая белым травертином. На передней стороне колонны находится барельеф De Vrede (Мир), состоящий из четырёх прикованных мужских фигур, символизирующий страдания во время войны. По обе стороны от этих центральных фигур находятся две мужские скульптуры, представляющие голландское сопротивление, слева — символ интеллигенции и справа — символ рабочего класса. Воющие собаки у их ног символизируют страдания и преданность. Скульптура женщины с ребенком и голубями вокруг неё над центральным барельефом представляют победу, мир и новую жизнь. Взмывающие в небо голуби с обратной стороны столба символизируют освобождение.
Монумент стоит на концентрических кольцах, образующих ступеньки памятника. Перед памятником на круглых пьедесталах находятся два льва, символизирующих Нидерланды. Полукруглая стена с обратной стороны памятника содержит 11 урн с почвой из мест казней и военных кладбищ в каждой из голландских провинций во время Второй мировой войны.
На столбе помещена надпись на латыни: Hic ubi cor patriae monumentum cordibus intus
quod gestant cives spectet ad astra dei. (в вольном переводе: «Здесь, в сердце отечества, пусть этот монумент, который граждане несут в своих сердцах, смотрит на звезды Бога»)